# العلاقات اليمنية الكازاخستانية
العلاقات اليمنية الكازاخستانية هي العلاقات الثنائية التي تجمع بين اليمن وكازاخستان.

## مقارنة بين البلدين
هذه مقارنة عامة ومرجعية للدولتين:
| وجه المقارنة                                              | اليمن                   | كازاخستان                      |
| --------------------------------------------------------- | ----------------------- | ------------------------------ |
| المساحة (كم2)                                             | 555.00 ألف              | 2.72 مليون                     |
| عدد السكان (نسمة)                                         | 28.25 مليون             | 17.95 مليون                    |
| الكثافة السكانية (ن./كم²)                                 | 50.9                    | 6.6                            |
| العاصمة                                                   | صنعاء عدن (عاصمة مؤقتة) | نور سلطان                      |
| اللغة الرسمية                                             | اللغة العربية           | اللغة القازاقية، اللغة الروسية |
| العملة                                                    | ريال يمني               | تينغ كازاخستاني                |
| الناتج المحلي الإجمالي (بليون دولار)                      | 18.21 مليار             | 159.41 مليار                   |
| الناتج المحلي الإجمالي (تعادل القوة الشرائية) بليون دولار | 75.69 مليار             | 439.39 مليار                   |
| الناتج المحلي الإجمالي الاسمي للفرد دولار أمريكي          | 1.41 ألف                | 10.51 ألف                      |
| الناتج المحلي الإجمالي للفرد دولار أمريكي                 |                         | 24.23 ألف                      |
| مؤشر التنمية البشرية                                      | 0.498                   | 0.788                          |
| رمز المكالمات الدولي                                      | +967                    | +7                             |
| رمز الإنترنت                                              | .ye                     | .kz، .қаз ‏                     |
| المنطقة الزمنية                                           | ت ع م+03:00             | ت ع م+05:00، ت ع م+06:00       |

## منظمات دولية مشتركة
يشترك البلدان في عضوية مجموعة من المنظمات الدولية، منها:
| علم المنظمة | اسم المنظمة                               | تاريخ انضمام اليمن | تاريخ انضمام كازاخستان |
| ----------- | ----------------------------------------- | ------------------ | ---------------------- |
|             | مؤسسة التنمية الدولية                     | 22 مايو 1970       | 23 يوليو 1992          |
|             | الأمم المتحدة                             | 30 سبتمبر 1947     | 2 مارس 1992            |
|             | منظمة التعاون الإسلامي                    | ?                  | ?                      |
|             | منظمة الشرطة الجنائية الدولية             | ?                  | ?                      |
|             | المركز الدولي لتسوية المنازعات الاستشارية | 20 نوفمبر 2004     | 21 أكتوبر 2000         |
|             | الاتحاد الدولي للاتصالات                  | 1931               | 23 فبراير 1993         |
|             | البنك الدولي للإنشاء والتعمير             | 3 أكتوبر 1969      | 23 يوليو 1992          |
|             | الاتحاد البريدي العالمي                   | ?                  | ?                      |
|             | منظمة حظر الأسلحة الكيميائية              | ?                  | ?                      |
|             | مؤسسة التمويل الدولية                     | 22 مايو 1970       | 30 سبتمبر 1993         |
|             | وكالة ضمان الاستثمار متعدد الأطراف        | 12 مارس 1996       | 12 أغسطس 1993          |
|             | يونسكو                                    | 2 أبريل 1962       | 22 مايو 1992           |

## وصلات خارجية
- موقع وزارة الخارجية الكازاخستانية